# Val-de-Charmey
Val-de-Charmey ist der Name einer durch einen Gemeindezusammenschlusses von Cerniat und Charmey entstandenen Gemeinde im Kanton Freiburg in der Schweiz. Val-de-Charmey erhielt die neue BFS-Nr. 2163.

## Geographie
Nachbargemeinden sind:
Bas-Intyamon, Botterens, Broc, Châtel-sur-Montsalvens, Corbières, Crésuz, Grandvillard, Greyerz, Hauteville, Jaun, La Roche, Plaffeien und Plasselb im Kanton Freiburg sowie Château-d’Oex, Rougemont im Kanton Waadt und Saanen im Kanton Bern. Auf dem Gipfel des Dent de Ruth in den Gastlosen befindet sich ein Dreikantonseck zu den Kantonen Bern und Waadt ().

## Geschichte
Als Fusionspartner waren ursprünglich die vier Gemeinden Cerniat, Charmey, Châtel-sur-Montsalvens und Crésuz vorgesehen. Diese Fusion wurde jedoch von der Bevölkerung abgelehnt. Das Fusionsprojekt wurde in der Folge auf die Gemeinden Cerniat und Charmey begrenzt und bei den dortigen Abstimmungen mit über 60 Prozent der Stimmen angenommen und auf den 1. Januar 2014 realisiert.
Seit 2012 gehört die Gemeinde zum Parc naturel régional Gruyère Pays-d’Enhaut.

## Bevölkerung
Mit 2672 Einwohnern (Stand 31. Dezember 2023) gehört Val-de-Charmey zu den mittelgrossen Gemeinden des Kantons Freiburg.